# Roberto León
Roberto Eduardo León Ramírez (Santiago, 11 de febrero de 1951) es un abogado y político demócrata cristiano chileno. Ejerció como diputado de la República, por el distrito N.°36 que comprendía las comunas de Curicó, Vichuquén, Licantén, Hualañé y Teno. Fue a la reelección en noviembre de 2017 por el nuevo distrito 17 de la Región del Maule objetivo que no cumplió y terminó su período el 10 de marzo de 2018. Actualmente, no esta asociado a ningún partido político. Durante los últimos años, se  ha dedicado a proyectos internacionales, siendo parte de un estudio jurídico, en el cual se desempeña, manteniendo relaciones internacionales con distintos cónsules.

## Biografía
Casado con cuatro hijos. 
Se tituló de abogado en la Universidad de Chile en 1975, estudios secundarios en Colegio San Marcos de Arica y Luis Campino, Militante de la Democracia Cristiana.
En el ámbito profesional desarrolla su carrera de Abogado de manera conjunta a su dedicación en la actividad agrícola. Sus funciones son múltiples, es accionista en empresas relacionadas con video cable en Curicó, también participa, en calidad de socio, en empresas del rubro de seguridad industrial y en la empresa agrícola Licantén y Vichuquén. Por otra parte, ocupa el cargo de Director en la Corporación Cultural de Mataquito y en el Comité de Adelanto de Licantén.
El 6 de septiembre de 2017, se desató un escándalo a nivel nacional cuando diversos medios de comunicación acusaron a cerca de 40 parlamentarios, entre ellos Roberto León, por haber aceptado informes de asesoría con párrafos copiados textualmente de internet o de libros, sin dar crédito al redactor de la fuente original. Los cinco informes de Roberto León que registran plagio fueron recibidos por el legislador en 2014, y pagados $10,9 millones.

## Historial electoral

### Elecciones parlamentarias de 1993
- Elecciones parlamentarias de 1993 a Diputado por el distrito 36 (Curicó, Vichuquén, Licantén, Hualañé y Teno)[4]

### Elecciones parlamentarias de 1997
- Elecciones parlamentarias de 1997 a Diputado por el Distrito 36 (Curicó, Vichuquén, Licantén, Hualañé y Teno)[5]

### Elecciones parlamentarias de 2001
- Elecciones parlamentarias de 2001 a Senador por la Circunscripción 10 (El Maule Norte)[6]

### Elecciones parlamentarias de 2005
- Elecciones parlamentarias de 2005 a Diputado por el Distrito 36 (Curicó, Vichuquén, Licantén, Hualañé y Teno)[7]

### Elecciones parlamentarias de 2009
- Elecciones parlamentarias de 2009 a Diputado por el Distrito 36 (Curicó, Vichuquén, Licantén, Hualañé y Teno)[8]

### Elecciones parlamentarias de 2013
- Elecciones parlamentarias de 2013 a Diputado por el distrito 36 (Curicó, Vichuquén, Licantén, Hualañé y Teno)[9]

### Elecciones parlamentarias de 2017
- Elecciones parlamentarias de 2017, a Diputado por el distrito 17 (Constitución, Curepto, Curicó, Empedrado, Hualañé, Licantén, Maule, Molina, Pelarco, Pencahue, Rauco, Río Claro, Romeral, Sagrada Familia, San Clemente, San Rafael, Talca, Teno y Vichuquén)[10]